# Малышев, Фёдор Степанович
Фёдор Степанович Малышев (1850—1939) — русский банкир, библиофил.

## Биография
Малышевы — русский дворянский род. Предки их жалованы были поместьями в 1671 и других годах. Род Малышевых внесён в VI часть родословных книг Смоленской и Тверской губерний.
В юные годы работал сельским писарем. Желание социальной справедливости сблизило его с местными революционными кругами. Принимал участие в издании альманаха «Вятская незабудка». Всё это привело его к конфликту с местными властними и финансовыми кругами (лесопромышленниками), что вынудило его уехать в столицу. В Петербурге он сблизился с народовольцами (Михаил Фроленко, Вера Фигнер, Николай Морозов). После ареста отошёл от революционной деятельности.
Поступил на работу в Волжско-Камский банк мелким клерком. После продвижения по служебной лестнице в 1904 стал членом правления банка и получил личное дворянство. Был почётным гражданином Санкт-Петербурга. Собрал большую коллекцию книг, картин, гравюр (некоторые с оригинальными подписями Рембрандта, Дюрера). Для их хранения было выстроено имение Кострони.
Знакомство с Леонидом Красиным спасло его от ареста после революции. Работал в компании «АРКОС», Главбуме. Его проекты выделки бумаги были приняты во внимание. В 1935 г. был арестован и сослан в Казахстан, где и умер.

## Семья
- Жена — Евдокия Александровна Смирнова, из рода Смирновых-Башкировых (описан Горьким в «Деле Артамоновых»). Трагически погибла в пожаре в Петербурге в июле 1908 г. Похоронена в д. Кострони.
- Дети:
- Александр — инженер, эмигрировал в Германию[1].
- Николай[1].
- Борис — патологоанатом[1][2].
- Алексей; был ближайшим другом лётчика П. Н. Нестерова, вместе разработали в 1913 году «мёртвую петлю»; пропал без вести в Первую мировую войну[1].
- Вера — эсерка, покончила с собой в 1913 г. после ареста.
- Александра — логопед; пережила блокаду Ленинграда[1].
- Нина (1897—1991) — выросла в Костронях со всеми её французскими гувернантками. Отец подарил ей прекрасный английский велосипед, взяв обещание, что она не будет заниматься революционной деятельностью подобно сестре Вере. «Я променяла революцию на велосипед и не жалею об этом», — говорила она впоследствии. Окончила Женский медицинский институт в Петербурге[1]. Вышла замуж за будущего академика Павла Страдыньша и в 1924 г. переехала в Ригу.
  - внук — Ян Павлович Страдыньш (р. 10.12.1933), историограф[1].
- Ольга (умерла в детстве)[1].